# Robert Minton
Robert Henry Minton, noto Bob (Lawrence, 13 luglio 1904 – New York, 2 settembre 1974) è stato un bobbista statunitense.

## Biografia
Studiò al Dartmouth College. Ai III Giochi olimpici invernali (edizione disputatasi nel 1932 a Lake Placid, Stati Uniti d'America) vinse la medaglia di bronzo nel Bob a 2 con il connazionale John Heaton  partecipando per la seconda nazionale degli Stati Uniti d'America, terminando dietro quella Svizzera (medaglia d'argento) e l'altra statunitense (medaglia d'oro).
Il tempo totalizzato fu di 8:29,15, la distanza che li separava dalla seconda classificata era notevole (8:16,28).